# 周序
周序（1456年—？），字仲禮，江西廣信府永豐縣人，民籍，明朝政治人物。

## 生平
江西鄉試第四十八名舉人。弘治三年（1490年）中式庚戌科會試第二百七十三名，二甲第十三名進士。

## 家族
曾祖周德榮；祖父周敏讓；父周直，母楊氏。严侍下。兄周泰；周颐，布政司都事；周庠（贡士）。弟周學、周校。